# 百分之五民族
百分之五民族，又称神與地球之國（英語：The Nation of Gods and Earths），是1964年由前伊斯蘭國度（NOI）成員克萊倫斯13X創立於美國紐約市曼哈頓哈林區的一個組織。
該組織成員自稱為阿拉的百份之五者，因為他們認為全球百份之十的人知道存在的真理；這些精英份子讓全球百份之八十五的人愚眛無知，並接受他們的控制；剩餘的百份之五的人瞭解真理，而且願意啟發他人。
該組織教導人們相信黑人是地球的原始人，因此是文明的父親（“神”）和母親（“地球”）。 該組織也表示，至尊數學和至尊字母表是真主創造的一套原則，是理解人類與宇宙關係的關鍵。該組織不相信上帝，而是教導一種神化形式，即亞洲黑人是上帝，他的專有名稱是“阿拉”（阿拉伯語“上帝”之意）。

## Hiphop音乐
影响了众多Hiphop艺人包括World's Famous Supreme Team, Big Daddy Kane, Jay-Z, Rakim, Wu-Tang Clan, Brand Nubian, Common, Poor Righteous Teachers, Nas, AZ。